# Shandi Sinnamon
Shandi Sinnamon (Miami, 1952) es una cantante y compositora estadounidense, reconocida por aportar su voz en una gran cantidad de canciones para series de televisión y películas en la década de 1980.

## Biografía
Shandra Sinnamon nació en Miami, Florida. Tras abandonar el instituto, se mudó a Big Sur, California con el objetivo de iniciar una carrera como cantante. En 1976 publicó su primer álbum, titulado Shandi Sinnamon en la discográfica Asylum Records. Su segundo trabajo discográfico fue producido por Mike Chapman, se tituló Shandi y fue distribuido por Dreamland Records.
Sinnamon y Ronald Magness escribieron e interpretaron la canción «He's a Dream», utilizada en la película Flashdance de 1983, cuya banda sonora ganó el premio Grammy al mejor banda sonora original en 1984. Desde entonces ha escrito e interpretado canciones para películas y series de televisión, como «Tough Love» para la película The Karate Kid, «Living on the Edge» y «Double Trouble» para el filme Making the Grade, «Fight to Survive» para Bloodsport, «Gotcha», del filme Gotcha!, «Seven Day Heaven» para Where the Boys Are '84, «Eyes of Fire» para The Little Drummer Girl, «Wild Roses» para Echo Park y «Boy of My Dreams» para Tower of Terror, entre otras. También aportó su voz en el tema principal del seriado Charles in Charge.
Ha trabajado como corista para Todd Rundgren, Bernadette Peters, Hoyt Axton y Johnny Hallyday. Su nombre inspiró el título de la canción «Shandi», del grupo de hard rock Kiss.

## Filmografía
- 1976: Shandi Sinnamon
- 1980: Shandi
- 1980: Leather and Pearls
- 1982: Love Ordeal
- 1985: Back on the Streets
- 1986: Slow Dance
- 1986: Damsel in Distress
- 1987: Americana
- 1987: Little Bird
- 1990: Urban Berlin
- 1992: Straight One Take
- 2004: I'm Packin